# Famille de Pesmes
La famille de Pesmes est une famille noble française, de la Haute-Saône dont le plus ancien membre connu est Guillaume de Pesmes vivant au XIIe siècle.
Les membres de cette famille règneront sur Pesmes jusqu'au XIVe siècle, à ce moment le dernier représentant, Guillaume VII, transmettra ses terres à son unique enfant Jeanne qui en épousant Othon II de Grandson lui apportera la terre de Pesmes, faisant de la maison de Grandson les nouveaux seigneurs de Pesmes.

## Origine
Nommé, dans une bulle du pape Innocent III "Palmis" ("In parrochia Bisuntinensi monasterium de Palmis"), la seigneurie de Pesmes porte comme armes, à l'origine, : "D'azur à une main dextre apaumé d'argent mise en pal". C'est une baronnie comprenant en plus de la ville les terres de Sauvigny, Broye, Aubigney, Montseugny, La Grande-Résie, La Résie-Saint-Martin, Vadans, Valay, Chaumercenne, Bard, Bresilley, Malans, Thervay, Marpain, Montrambert, Jallerange, Mutigney, Chassey, Nilieu, Talmay et Montmirey en partie, Batterans, Fontenelle, Choye, Rupt, Bougey et Oigney.
La première fortification qui s'y dresse date du Xe siècle à l'époque ou la Franche-Comté est traversée par les Normands. Massif et solide le château s'élève sur un escarpement rocheux dominant la ville. Cette forteresse protège une communauté desservie par la voie romaine allant de Langres à Dammartin et idéalement située au bord de l'Ognon. À ce premier château s'ajouteront plus tard ceux de Balançon, Montrambert, Valay et Rupt.
La communauté qui vit là est entièrement soumise au seigneur malgré la présence d'un "maire" chargé de défendre leurs intérêts. Détenteur du droit de la haute, moyenne et basse justice celui-ci avait fait ériger un gibet au lieu-dit Belmontot. Puissante et reconnue la maison de Pesmes va se diviser en plusieurs branches : Rupt, Valay et La Résie-Saint-Martin. La branche de Rupt donnera naissance à celle de Bougey. En mai 1754 elle est érigée en marquisat.

## Personnalités
Guillaume Ier de Pesmes, (? - vers 1151), chevalier-banneret, seigneur de Pesmes, de La Résie, de Rupt et de Bougey. Il est appelé Guy dans plusieurs chartes. Témoin, en 1140, du jugement rendu par le comte Renaud III de Bourgogne contre Guy Ier de Jonvelle, que le comte appelait prince, au sujet des biens de l'abbaye de Faverney. Il fait d'importantes donations aux abbayes de Cherlieu, Corneux, Acey et Montseugny. Son épouse est inconnue, il a :
- Guy Ier qui suit,
- Ponce Ier, (? - après 1152), archidiacre du diocèse de Besançon, cité, avec son frère, dans une charte de 1131.

Guy Ier de Pesmes, (? - 1169), dit "Guy de Rupt", chevalier-banneret, seigneur de Pesmes, de La Résie-Saint-Martin, de Rupt et de Bougey de 1150 à 1169. Il est nommé dans les dons que son père avait fait à l'abbaye de Cherlieu en 1131 et 1150. En 1151 et 1157 il accorde d'autres donations aux abbayes de Corneux et de Cherlieu, donnant à cette dernière ce qu'il possède à Agnecour. En 1156 il rencontre l'empereur Frédéric Barberousse à Dole. Il épouse Algaïe de qui il a :
- Guillaume II qui suit,
- Gui II, il fonde la branche de Rupt,
- Hugues Ier, seigneur de Bougey,
- Ponce II ou Poincard, chanoine de Langres, archidiacre du Barrois,
- Bonne, elle épouse Gui de Montmirey, chevalier.

Guillaume II de Pesmes, (? - vers 1204), chevalier-banneret, seigneur de Pesmes de 1169 à 1182, conseillé de la comtesse de Bourgogne Marguerite de Blois. En 1169 il approuve les aumônes faites à l'abbaye de Cherlieu par son père. Il participe à la troisième croisade aux côtés de Frédéric Barberousse dont il reviendra en 1192, avant son départ il institue son épouse pour régenter la baronnie de Pesmes. Il épouse Damette de qui il a :
- Aymon qui suit,
- Gui, (? - 1204), seigneur de Rupt, il épouse Ermengarde et participe à la quatrième croisade avec son frère Aymon,
- Guillaume III, (? - avant 1230), chanoine de Besançon,
- Henri,
- Marie, elle épouse X de Cult,
- Benoite/Bénédicte,
- Clémence.

Aymon de Pesmes, (? - après 1220), chevalier-banneret, seigneur de Pesmes de 1182 à 1220. Il se croisait en 1201 et partait pour la quatrième croisade. Il épouse en premières noces en 1211 Marguerite, dame de Duèsme et de Saulon-La-Rue, fille de Ponce Chanlard et de Guillemette de Châtillon, puis en secondes noces Orietta.

Du premier mariage il a :
- Guillaume IV qui suit,
- Aimon, chanoine et co-seigneur de Pesmes en 1230,
- Gérard, (? - 1250), il participe à la septième croisade où il décède,
- Poincard III, dit de Duesme, seigneur de Valay et de Montrambert,
- Damette, elle épouse Henri de Fouvent puis Henri "le Lombard de Lorraine",
- Béatrice, elle épouse Hugues "la Tempête" de Rans,
- Guillemette, (? - après 1271), elle épouse Jean de Durnay, seigneur de Durnes et de Vendeuvre.

Du second mariage il a :
- Jean.

Guillaume IV de Pesmes, (? - vers 1250), chevalier-banneret, seigneur de Pesmes de 1220 à 1248. Il épouse en premières noces Grosse puis en secondes noces Élisabeth. Du premier mariage il a :
- Guillaume V qui suit,
- Poincard, chevalier, seigneur de Valay, de Malans et de Bougey en partie. Il est cité dans un acte entre les religieux de l'abbaye de Cherlieu et Jean de Rupt à qui il donne, en franc-alleu, le fief qu'il tient à Saint-Aubin. Il épouse Alix de Beaumont, dame de Demanges-aux-Eaux.

Guillaume V de Pesmes, (? - après 1274), chevalier-banneret, seigneur de Pesmes et de Montrambert de 1248 à 1274. Il épouse Élisabeth Dameron de qui il a :
- Guillaume VI, (? - 1282),
- Hugues II qui suit,
- Isabelle, elle épouse Jean d'Arc, seigneur de Sauleon,
- X..., elle épouse Guillaume de Saint-Seine.

Hugues II de Pesmes, (? - 26 août 1301), chevalier-banneret, seigneur de Pesmes, de Montrambert, de Valay et d'une partie de Montmirey de 1274 à 1301. Il est cité dans une donation faite en 1280 par Poincard, son oncle, à Jean de Rupt. Son sceau le représente "à cheval tenant son écu chargé d'une bande accompagné de croisettes, le caparaçon de cheval chargé des mêmes armes". Il est le médiateur en 1292 entre Humbert de Rougemont d'une part et Mile, Poincard et Jean de Durnes d'autre part ; la même année il rend hommage à Renaud de Bourgogne, comte de Montbéliard, pour le fief de Tervay. Il décède le 26 août 1301 et est inhumé dans l'église de Pesmes, sur sa tombe il est représenté "en robe longue, fourrée de vair, attachée avec une ceinture de laquelle pendait une épée ; avec cette épitaphe : Cy git noble homs Hugues, sire de Pesmes, qui trespassa l'ou mercredi après la Saint-Bernard, en l'an de grace M.CCC.I. Praiez pro ly". Son épouse est inconnue, il a :
- Guillaume VII qui suit,
- Jeanne, (? - 3/23 février 1324), elle épouse Guillaume Sire d'Arguel. Elle teste en 1323 et choisit sa sépulture dans l'église de Saint-Étienne de Besançon auprès de celle d'Amédée d'Arguel son beau-père,

D'une relation hors mariage il a :
- Emonin,
- Jeannette.

Guillaume VII de Pesmes, (? - 16 juin 1327), chevalier-banneret, seigneur de Pesmes et de Valay de 1301 à 1327. En 1307 il assiste, avec d'autres seigneurs, au jugement rendu par Gile d'Achey contre les habitants de Besançon qui avaient tenté de se soustraire à la justice du vicomte de cette ville. Plus tard, en novembre 1314, il signe l'acte de confédération fait entre les seigneurs de Bourgogne, de Champagne et de Forez pour s'opposer à la levé d'impôts que voulait faire Philippe le Bel sur les nobles. Il rédige son testament en 1327 et choisit sa sépulture dans l'église de Pesmes, à cette occasion il affranchit ses sujets de Pesmes, de Malant, de Valay, de Broye et de Jallerange. Sur sa tombe il est représenté "armé de toutes ses pièces" avec comme épitaphe : "Cy giest Messires Guillames, signour de Pesmes, qui trespassa l'an de grace M.CCC.XXVII. le XVI jor de juhin" Il épouse Gille, fille de Jean de Courcelles, de qui il a Jeanne, (? - après le 7 septembre 1349 Pesmes). Celle-ci épouse en 1327 Othon II de Grandson.

## Branche de Rupt
Guy II de Pesmes, dit "Chegne", (? - après 1180), seigneur de Rupt, de La Résie-Saint-Martin et de Bougey. Il est le fils de Gui Ier de Pesmes et d'Algaïe. Son épouse est inconnue, il a :
- Gui qui suit
- Hugues,
- Vuillemin,
- Aime.

Guy de Pesmes, (? - 1240), seigneur de Rupt, de La Résie-Saint-Martin et de Bougey. Il participe à la quatrième croisade. Il épouse Ermengarde ou Béatrix de qui il a :
- Jacques Ier qui suit
- Odon, seigneur de La Résie-Saint-Martin , il épouse Alix de Chovroz,
- Hugues,
- Geliotte,
- Élisabeth.

Jacques Ier de Pesmes, dit "de Rupt", (? - vers 1248), seigneur de Rupt, de La Résie-Saint-Martin et de Bougey. Il épouse en 1207 Adeline, (? - 1217), de qui il a :
- Othon qui suit,
- Hugues, seigneur de La Résie-Saint-Martin et de Bougey, il fonde la branche de Bougey, il épouse Clémence,
- Sibylle,
- Marguerite,
- Geliotte, elle épouse Othon de Soing.

Othon de Rupt, (? - avant juillet 1278), seigneur de Rupt. Son épouse est inconnue, il a :
- Jean Ier qui suit,
- Alix, elle épouse Guillaume de Bixey.

Jean Ier de Rupt, (? - 5 décembre 1284), seigneur de Rupt. Il épouse Marguerite de saint-Rémy, fille de Gérard IV d'Achey, de qui il a :
- Jacques II qui suit,
- Isabelle, elle épouse vers 1290 Guillaume de Ray, seigneur d'Argillieres,
- Guillemette, elle épouse en octobre 1318 Jean de Gouhenans,
- Marguerite,
- Jeannette, (? après septembre 1303).

Jacques II de Rupt, (? - 22 novembre 1348), seigneur de Rupt, de Soing, de Fédry et de Vauconcourt. Il épouse Guillemette, fille de Hue II de Belvoir et d'Alix de Ray, de qui il a :
- Gauthier qui suit,
- Alix, elle épouse Guy d'Arc, seigneur de Saulon-Chapelle et de Chargey,
- Jean, il épouse Philipotte d'Achey,
- Jeanne, elle épouse Geoffroy de Mauvilly ou Geoffroy de Blaisy,
- Hugues.

Gauthier de Rupt, seigneur de Rupt. Son épouse est inconnue, il a :
- Jean II qui suit,
- Béatrix, elle épouse Étienne de Flavigny,
- Guillemette, elle épouse en 1368 Jean d'Aroz.

Jean II de Rupt, (? - avant le 8 avril 1404), seigneur de Rupt, d'Autricourt, de Soing, de Vauconcourt et de Riel-les-Eaux, conseiller et chambellan du duc de Bourgogne. Il épouse en 1380 Mahaut, (? - après 1404), fille de Guillaume Ier de Grancey et de Jeanne de Montréal ou de Jeanne d'Arcis, de qui il a :
- Jean III qui suit,
- Marie, (21 septembre 1381 - ?), elle épouse Guy de Rye, seigneur de Fretterans, de Neublans et du Meix,
- Guillaume,
- Bernard,
- Simone, elle épouse Étienne de Saint-Seine, seigneur de Saint-Seine et de Beurey,
- Henriette.

Jean III de Rupt, (? - 12 septembre 1439), seigneur de Rupt, d'Autricourt, de Saint-Rémy, de Soing et de Vauconcourt. Il épouse Guillemette, fille de Guy de Pontailler et de Marguerite de Blaisy, de qui il a :
- Jean IV qui suit, ,
- Béatrix, elle épouse Jean Goux qui suivra,
- Marguerite, (? - 1439),
- Catherine, elle épouse le 7 mai 1440 Jean de Rye, fils d'Henri de Rye et de Perrenelle de Rougemont, seigneur de Til Châtel, de Vaudry et de Nans,
- Jacquette, (? - 1er juin 1481), elle épouse Jean de Rye, fils de Jean de Rye et d'Antoinette de Salins La Tour, seigneur de Balancon, de Corcondray et de Riel-les-Eaux.

Jean IV de Rupt, (? - vers 1483), seigneur de Rupt et d'Autricourt. Il épouse en premières noces Agnès, (? - 1440), fille de Pierre de Bauffremont et d'Henriette de Châteauvillain, puis en secondes noces en 1440 Marguerite, (? - 1484), fille d'Antoine Ier de Ray et de Jeanne de Vienne. Il n'a pas d'enfants de ses deux mariages, son testament précise qu'il institue pour son héritier Jean de Goux, son petit-neveu, seigneur de Louhans et baron de Rupt.
Jean de Goux, (avant 1380 - ?), dit "Jean Goux de Louhans", seigneur de la Vicheresse, gouverneur du bailliage de Seurre en 1419, conseiller de Philippe III de Bourgogne et avocat au conseil ducal de Dijon en 1422. Il épouse Béatrix, fille de Jean III de Rupt et de Guillemette de Pontailler, de qui il a :
- Pierre qui suit,
- Étienne, (? - 1475), seigneur de Louhans et de Fretterans, il épouse Anne Rochette.

Pierre de Goux, (Louhans vers 1410 - Gand 4 avril 1471), seigneur de la Vicheresse, de Saint-Usuge, de Goux, de Louhans, de Vauvry et de Rupt, chancelier de Bourgogne, conseiller d'Isabelle de Portugal, avocat fiscal au bailliage de Chalon, maître des requêtes, ambassadeur du duc de Bourgogne auprès du roi de France, chevalier, ambassadeur, bailli de Dole et de Chalon, chambellan de Philippe III de Bourgogne, chancelier de Philippe III de Bourgogne puis de Charles le Téméraire. Il épouse en 1434 Mathiète, dame de Rupt, fille de Guy de Rye et de Marie de Rupt, de qui il a :
- Guyotte (? - vers 1474),
- Jean qui suit,
- Guillaume, (? - 1506), seigneur de Wadergrate, échanson de Philippe III de Bourgogne, chambellan, il épouse Isabeau, fille de Pierre de Hénin-Liétard et d'Isabeau de Lalaing,
- Philippotte, elle épouse en 1476 Marc de Ray, (? - 1510),
- Huguette (? - avant le 26 juillet 1504), elle épouse Josserand de Thiard, (? - 1476).

Jean de Goux, seigneur de Louhans, baron de Rupt, grand-chambellan de Charles Quint, chevalier d'honneur du parlement de Dole, souverain de Delain. Il épouse le 1er décembre 1483 Catherine, fille de Louis de Vienne et d'Isabeau de Neuchâtel, de qui il a :
- Jean,
- François, marquis de Carette,
- Philiberte, elle épouse en premières noces Jean de Roy, puis en secondes noces le 25 février 1517 René de Clermont.

## Armes
Le blason de la famille, de 1090 à 1327, se blasonnent ainsi : d'azur à la bande d'or accompagnée de 7 croisettes de même recroisetées, au pied fiché, 3 en chef et 4 en pointe.